# Das Richtige und das Gute
Das Richtige und das Gute (englischer Originaltitel: The Right and the Good) ist ein 1930 erschienenes Buch des schottischen Philosophen W. D. Ross. Darin entwickelt Ross einen deontologischen Pluralismus, der auf Prima-facie-Pflichten basiert. Ross vertritt damit eine realistische Position zur Moral und eine intuitionistische Position zur moralischen Erkenntnis. Das Richtige und das Gute wurde als eines der wichtigsten Werke der ethischen Theorie des 20. Jahrhunderts bezeichnet.

## Zusammenfassung
Wie der Titel andeutet, geht es bei Das Richtige und das Gute um das Richtige, das Gute und ihre Beziehung zueinander.:x ‘Richtig’ versteht Ross als eine Eigenschaft von Handlungen, ‘gut’ klassifiziert Dinge. Laut Ross gibt es bestimmte Merkmale, die beide gemeinsam haben: Sie sind reale Eigenschaften, die nicht definitorisch aufgelöst werden können, pluralistisch und durch Intuition erkennbar. Von zentraler Bedeutung für die Richtigkeit sind Prima-facie-Pflichten, zum Beispiel die Pflicht, die eigenen Versprechen zu halten oder andere nicht zu verletzen. Von besonderem Interesse für das Verständnis von Gutheit ist intrinsischer Wert: Was an sich gut ist. Ross schreibt der Lust, dem Wissen, der Tugend und der Gerechtigkeit einen intrinsischen Wert zu. Es ist leicht, Richtigkeit und Gutheit im Fall von moralischer Gutheit zu verwechseln. Eine Handlung ist richtig, wenn sie der absoluten Pflicht des Handelnden entspricht.:28 Die Handlung aus dem angemessenen Motiv heraus zu tun ist nicht wichtig für die Richtigkeit, aber von zentraler Bedeutung für moralische Gutheit oder Tugend. Ross nutzt diese Überlegungen, um die Fehler in anderen ethischen Theorien aufzuzeigen, beispielsweise im idealen Utilitarismus von G. E. Moore oder in der Deontologie von Immanuel Kant.

### Realismus und Undefinierbarkeit
Ross vertritt eine realistische Position zur Moral: Die moralische Ordnung, die in Prima-facie-Pflichten zum Ausdruck kommt, ist ebenso real wie „die räumliche oder numerische Struktur, die in den Axiomen der Geometrie oder Arithmetik zum Ausdruck kommt“.:29–30 Darüber hinaus sind die Begriffe „richtig“ und „gut“ undefinierbar. Das bedeutet, dass verschiedene naturalistische Theorien scheitern, die versuchen, „gut“ im Sinne von Begierde oder „richtig“ im Sinne der Erzeugung der meisten Lust zu definieren.:11-2 Aber dies erstreckt sich sogar auf Theorien, die einen dieser Begriffe durch den anderen charakterisieren. Ross wendet sich mit diesem Gedankengang gegen Moores idealen Utilitarismus, der „richtig“ in Bezug auf „gut“ dadurch definiert, dass er behauptet, dass eine Handlung dann richtig ist, wenn sie das bestmögliche Ergebnis hervorbringt.

### Das Richtige
Ross ist wie Immanuel Kant ein Deontologe: Er vertritt die Ansicht, dass Richtigkeit von der Einhaltung von Pflichten abhängt, nicht von den Konsequenzen. Aber im Gegensatz zu Kants Monismus, in dem die Ethik auf einem einzigen Grundprinzip, dem kategorischen Imperativ, beruht, behauptet Ross, dass es eine Vielzahl von Prima-facie-Pflichten gibt, die bestimmen, was richtig ist.:xii Einige Pflichten gehen auf unsere eigenen früheren Handlungen zurück, wie die Pflicht zur Ehrlichkeit (Versprechen zu halten und die Wahrheit zu sagen) und die Pflicht zur Wiedergutmachung (Entschädigung zu leisten für unrechtmäßige Handlungen). Die Pflicht der Dankbarkeit (empfangene gute Taten zu erwidern) ergibt sich aus den Handlungen anderer. Weitere Pflichten sind die Pflicht zur Nichtverletzung (anderen nicht zu schaden), die Pflicht zur Wohltätigkeit (das Maximum des Gesamtwohls zu fördern), die Pflicht zur Selbstverbesserung (den eigenen Zustand zu verbessern) und die Pflicht zur Gerechtigkeit (Nutzen und Lasten gleichmäßig zu verteilen).:21-5
Ein Problem, mit dem sich der deontologische Pluralist auseinandersetzen muss, besteht darin, dass Fälle auftreten können, in denen die Forderungen einer Pflicht eine andere Pflicht verletzen, sogenannte moralische Dilemmas. Zum Beispiel gibt es Fälle, in denen es notwendig ist, ein Versprechen zu brechen, um die Not von jemandem zu lindern.:28 Ross macht von der Unterscheidung zwischen Prima-facie-Pflichten und absoluter Pflicht Gebrauch, um dieses Problem zu lösen.:28 Bei den oben genannten Aufgaben handelt es sich um Prima-facie-Pflichten; sie sind allgemeine Grundsätze, deren Gültigkeit für moralisch reife Menschen unmittelbar einsichtig ist. Sie sind Faktoren, die nicht alle Überlegungen berücksichtigen. Die absolute Pflicht hingegen ist spezifisch für eine bestimmte Situation, wobei alles berücksichtigt wird, und muss von Fall zu Fall einzeln beurteilt werden. In solche Urteile fließen verschiedene Überlegungen ein, z. B. welche Prima-facie-Pflichten aufrechterhalten oder verletzt würden und wie wichtig sie im gegebenen Fall sind. Ross zieht den Vergleich zur Physik, wo verschiedene Kräfte, z. B. Gravitation oder Elektromagnetismus, auf die Bewegung von Körpern einwirken, wobei aber die Gesamtbewegung nicht durch eine einzige Kraftkomponente bestimmt wird, sondern durch die gesamte Nettokraft.:28-9 Es ist die absolute Pflicht, die bestimmt, welche Handlungen richtig oder falsch sind. Auf diese Weise können die Dilemmata gelöst werden, die sich aus den Prima-facie-Pflichten ergeben.:21-2

### Das Gute
Der Begriff „gut“ wird in der natürlichen Sprache mit verschiedenen Bedeutungen verwendet. Ross weist darauf hin, dass es für die Philosophie wichtig ist, zwischen dem attributiven und dem prädikativen Sinn zu unterscheiden.:65 Im attributiven Sinn bedeutet „gut“ geschickt oder nützlich, wie in „ein guter Sänger“ oder „ein gutes Messer“. Dieser Sinn von gut ist relativ zu einer bestimmten Art: gut zu sein als etwas, so wie eine Person vielleicht gut als Sänger ist, aber nicht als Koch.:65-7 Der prädikative Sinn von gut hingegen, wie in „Lust ist gut“ oder „Wissen ist gut“, ist nicht relativ in diesem Sinne. Von Hauptinteresse für die Philosophie ist eine bestimmte Art von prädikativer Gutheit: die sogenannte intrinsische Gutheit. Eine intrinsisch gute Sache ist an sich gut: Sie wäre auch dann gut, wenn sie ganz alleine existieren würde, sie ist nicht nur gut als Mittel aufgrund ihrer Folgen.:67-8
Laut Ross zeigt die unmittelbar einsichtige Intuition, dass es vier Arten von Dingen gibt, die an sich gut sind: Lust, Wissen, Tugend und Gerechtigkeit. „Tugend“ bezieht sich auf Handlungen oder Dispositionen, aus den angemessenen Motiven zu handeln, zum Beispiel aus dem Wunsch, seine Pflicht zu tun. Bei „Gerechtigkeit“ geht es dagegen um Glück im Verhältnis zu Verdienst. Als solche betreffen Lust, Wissen und Tugend alle Geisteszustände, im Gegensatz zu Gerechtigkeit, die eine Beziehung zwischen zwei Geisteszuständen betrifft. Diese Werte treten in Graden auf und sind miteinander vergleichbar. Ross ist der Ansicht, dass Tugend den höchsten Wert hat, während Vergnügen den niedrigsten Wert hat.  Er geht sogar so weit zu behaupten, dass „kein Maß an Lust irgendeinem Maß an Tugend entspricht, dass Tugend tatsächlich zu einer höheren Wertordnung gehört“.:150  Werte können auch innerhalb jeder Kategorie verglichen werden, z. B. ist gut fundiertes Wissen von allgemeinen Prinzipien wertvoller als schwach fundiertes Wissen von isolierten Tatsachen.:146-7

### Intuitionismus
Nach dem Intuitionismus von Ross können moralische Wahrheiten durch Intuition erkannt werden, zum Beispiel, dass es falsch ist zu lügen oder dass Wissen an sich gut ist. Bei Intuitionen handelt es sich um eine direkte Erkenntnis, die nicht durch Schlussfolgerungen oder Ableitungen vermittelt wird: Sie sind unmittelbar einsichtig und bedürfen daher keines zusätzlichen Beweises. Diese Fähigkeit ist nicht angeboren, sondern muss auf dem Weg zur geistigen Reife entwickelt werden.:29 Aber in ihrer voll entwickelten Form können moralische Wahrheiten genauso gut wie mathematische Wahrheiten wie die Axiome der Geometrie oder Arithmetik erkannt werden.:30 Dieses unmittelbar einsichtige Wissen beschränkt sich auf allgemeine Grundsätze: Auf diese Weise können die Prima-facie-Pflichten erkannt werden, aber nicht die absolute Pflicht in einer bestimmten Situation: Was unter Berücksichtigung aller Umstände getan werden sollte.:19–20, 30 Alles, was getan werden kann, ist die Wahrnehmung zu Rate zu ziehen, um festzustellen, welche Prima-facie-Pflicht in diesem speziellen Fall das höchste normative Gewicht hat, auch wenn dies aufgrund der Komplexität der meisten spezifischen Fälle in der Regel nicht auf Wissen im eigentlichen Sinne hinausläuft.

### Einwände gegen andere Theorien
Verschiedene Argumente in Das Richtige und das Gute richten sich gegen den Utilitarismus im Allgemeinen und insbesondere gegen Moores Variante. Ross erkennt an, dass es eine Pflicht gibt, das Maximum des Gesamtgutes zu fördern, wie es der Utilitarismus verlangt. Ross behauptet jedoch, dies sei nur eine neben verschiedenen anderen Pflichten, die von der übermäßig simplen und reduktiven utilitaristischen Sichtweise ignoriert würden.:19 Ein weiterer Fehler des Utilitarismus besteht darin, dass er den persönlichen Charakter von Pflichten missachtet, beispielsweise aufgrund von Treue und Dankbarkeit.:22 Ross argumentiert, dass sein deontologischer Pluralismus die Moralvorstellung des gesunden Menschenverstands besser erfasst, da er diese Probleme vermeidet.
Ross widerspricht Kants Ansicht, dass die Richtigkeit von Handlungen von ihrem Motiv abhängt. Eine solche Ansicht führt zu einer zirkulären oder sogar widersprüchlichen Darstellung der Pflicht, da „diejenigen, die behaupten, dass es unsere Pflicht ist, aus einem bestimmten Motiv heraus zu handeln, gewöhnlich ... meinen, dass das Motiv, aus dem heraus wir handeln sollten, das Pflichtgefühl ist“.:5 Es ist also „meine Pflicht, Handlung A aus dem Gefühl heraus zu tun, dass es meine Pflicht ist, Handlung A zu tun“.:5 Um dieses Problem zu vermeiden, schlägt Ross vor, moralische Gutheit von moralischer Richtigkeit oder moralischer Verpflichtung zu unterscheiden.:5 Der moralische Wert einer Handlung hängt vom Motiv ab, aber das Motiv ist nicht relevant dafür, ob die Handlung richtig oder falsch ist.

## Kritik
Ross’ Intuitionismus beruht auf unseren Intuitionen darüber, was richtig ist und was intrinsischen Wert hat, als Quelle moralischen Wissens. Es ist jedoch fraglich, wie zuverlässig moralische Intuitionen sind. Eine Sorge kommt von der Tatsache, dass es viele Meinungsverschiedenheiten über grundlegende moralische Prinzipien gibt. Ein weiterer Zweifel ergibt sich aus einer evolutionären Perspektive, die besagt, dass unsere moralischen Intuitionen in erster Linie vom evolutionären Druck und weniger von der objektiven moralischen Struktur der Welt geprägt sind.
Utilitaristen haben ihre Position gegen die Vorwürfe verteidigt, sie seien zu vereinfachend und hätten keinen Bezug zur Moral des gesunden Menschenverstands, indem sie auf Fehler in Ross’ Argumenten hingewiesen haben. Viele Beispiele von Ross zugunsten des deontologischen Pluralismus scheinen sich auf eine eher generische Charakterisierung der Fälle zu stützen. Das Ausfüllen der einzelnen Details kann jedoch aufzeigen, dass der Utilitarismus mehr mit dem gesunden Menschenverstand in Verbindung steht als ursprünglich angenommen.
Ein weiterer Kritikpunkt bezieht sich auf Ross’ Begriff „Prima-facie-Pflicht“. Wie von Shelly Kagan dargelegt, ist dieser Begriff unglücklich gewählt, da er einen bloßen Anschein impliziert, wie zum Beispiel, wenn jemand unter der Illusion steht, eine gewisse Pflicht zu haben. Aber was Ross zu vermitteln versucht, ist, dass jede Prima-facie-Pflicht tatsächlich normatives Gewicht hat, auch wenn sie durch andere Erwägungen überstimmt wird. Besser ausgedrückt wäre dies durch den Begriff „pro tanto Pflicht“.

## Einfluss
Ross’ deontologischer Pluralismus war eine echte Innovation und bot eine plausible Alternative zur kantischen Deontologie. Sein ethischer Intuitionismus fand unter seinen Zeitgenossen nur wenige Anhänger, erlebte aber Ende des 20. und Anfang des 21. Jahrhunderts eine Wiederbelebung. Zu den Philosophen, die von Das Richtige und das Gute beeinflusst wurden, gehören Philip Stratton-Lake, Robert Audi, Michael Huemer und C. D. Broad.

## Ausgaben
- William David Ross, The Right and the Good. Some Problems in Ethics Oxford: Clarendon Press 1930, Das Richtige und das Gute auf PhilPapers.org (englisch)
- William David Ross,Das Richtige und das Gute, herausgegeben von Bernd Goebel und Philipp Schwind, übersetzt von den Herausgebern. Meiner 2020, ISBN  978-3-7873-3706-4 Eintrag auf PhilPapers.org (englisch)
- William David Ross, The Right and the Good. Some Problems in Ethics ed. Phillip Stratton-Lake, Oxford: Clarendon Press 2002 Eintrag auf PhilPapers.org (englisch)